# Parco nazionale di Khenifiss
Il parco nazionale di Khenifiss è un parco nazionale del Marocco sud-occidentale, situato nei pressi di Akhfenir, lungo la costa atlantica, nella regione di Laâyoune-Sakia El Hamra. Ricopre una superficie di 1850 km² ed è stato istituito nel 2006 per proteggere un ambiente fatto di deserto, zone umide e dune costiere.
Venne creato per la prima volta, sotto forma di riserva naturale, nel 1960, e nel 1980 venne classificato come zona umida di importanza internazionale. Nel 1983, la riserva naturale venne trasformata in una Riserva Biologica Permanente, e finalmente, il 26 febbraio 2006, è stata dichiarata parco nazionale.
Il parco è situato lungo la costa dell'oceano Atlantico, a nord del confine con il Sahara Occidentale, tra le cittadine di Tan-Tan (a nord) e Tarfaya (a sud). Attraverso il parco passa l'autostrada N 1, che corre lungo la costa atlantica del Marocco.
Il parco comprende sia una parte costiera, la laguna di Khenifiss, la più grande laguna della costa marocchina, e una parte interna, situata sugli altopiani desertici retrostanti. La laguna costituisce un importante sito di nidificazione per varie specie di uccelli. Casarche, anatre marmorizzate e gabbiani corsi abitano la laguna permanentemente, mentre un gran numero di specie giunge qui in inverno per svernare. Ogni anno, circa 20.000 uccelli trascorrono l'inverno nella laguna.
La parte interna comprende varie sabkhah ed è caratterizzata dal paesaggio tipico del Sahara. Vi si trovano anche dune di sabbia e altopiani calcarei.
Il governo ha dichiarato l'intenzione di trasformare il parco in un'importante attrazione turistica specializzata in ecoturismo.

## Patrimonio dell'umanità
Questo sito è stato aggiunto tra i candidati alla lista dei patrimoni dell'umanità dell'UNESCO il 12 ottobre 1998 nella categoria dei paesaggi naturali.